# 圣特里尼
圣特里尼（法語：Saint-Trinit，法語發音：[sɛ̃ tʁini]）是法国普罗旺斯-阿尔卑斯-蓝色海岸大区沃克吕兹省的一个市镇，属于卡庞特拉区。

## 地理
圣特里尼（44°6'9"N, 5°27'57"E）面积16.66 平方千米，位于法国普罗旺斯-阿尔卑斯-蓝色海岸大区沃克吕兹省，该省份为法国东南部内陆省份，北起德龙省，西北接阿尔代什省，西接加尔省，南至罗讷河口省，东南角与瓦尔省接壤，东临上普罗旺斯阿尔卑斯省。
与圣特里尼接壤的市镇（或旧市镇、城区）包括：勒韦斯迪比翁、费拉西耶尔、欧雷勒、圣克里斯托尔、索村。

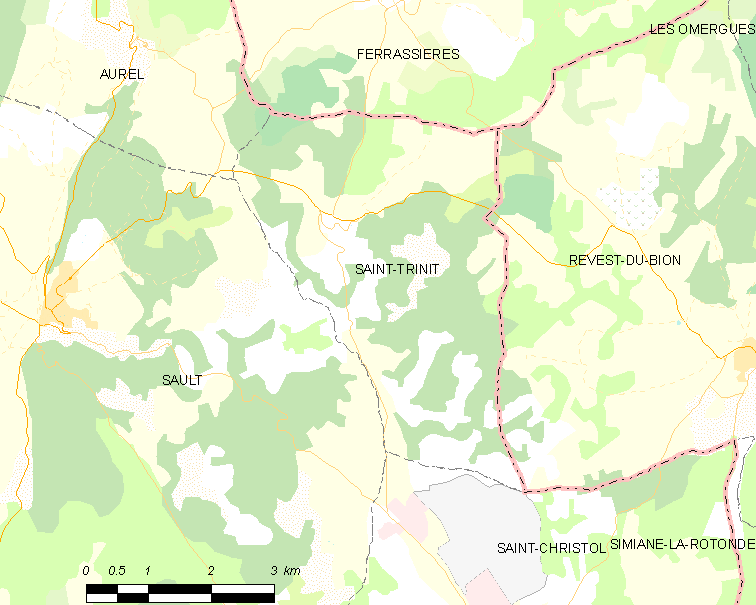
圣特里尼的OSM定位图

圣特里尼的时区为UTC+01:00、UTC+02:00（夏令时）。

## 行政
圣特里尼的邮政编码为84390，INSEE市镇编码为84120。

## 政治
圣特里尼所属的省级选区为佩尔讷莱方丹县。

## 人口

1962-2008年间圣特里尼人口变化图示

圣特里尼于2022年1月1日时的人口数量为120人。